# Guy Lewis
Guy Vernon Lewis II, né le 19 mars 1922 à Arp (États-Unis) et mort le 26 novembre 2015 à Kyle (États-Unis), est un joueur et entraîneur américain de basket-ball. Il a été entraîneur pour des équipes masculines à l'université de Houston de 1956 à 1986. Il est entré au National Collegiate Basketball Hall of Fame en 2007 et au Naismith Memorial Basketball Hall of Fame en 2013.